# Ravensbrücki koncentrációs tábor
A ravensbrücki koncentrációs tábor a nemzetiszocialista Németország legnagyobb női koncentrációs tábora volt az ún. Régi Birodalom területén. 1938/1939-ben alapította az SS Ravensbrückben (ma Fürstenberg/Havel városrésze), Brandenburg tartomány északi részén.
A ravensbrücki koncentrációs tábor a szomszédos férfitáborral, ipari üzemekkel, a fiatalkorúak számára fenntartott uckermarki koncentrációs táborral és a ravensbrücki Siemens-táborral – az egyetlen, koncentrációs táborban található ipari üzemmel együtt alkotott komplexumot. Számos altábort is működtetett.
A Vörös Hadsereg 1945 áprilisában érte el a tábort, de csak 2000-3000 foglyot tudott kiszabadítani. A ravensbrücki és az uckermarki koncentrációs táborokban összesen mintegy 120 ezer nőt és gyereket, 20 ezer férfit és 1200 fiatalkorút internáltak, akik több mint 30 nemzetből és népcsoportból származtak. Közülük becslések szerint 28 ezren halhattak meg.
Az egykori főtábor 1945 és 1993 között a Németországban állomásozó szovjet haderők laktanyájaként szolgált. A ravensbrücki emlékhelyet 1959-ben nyitották meg, majd később többször bővítették.

## Megszervezése

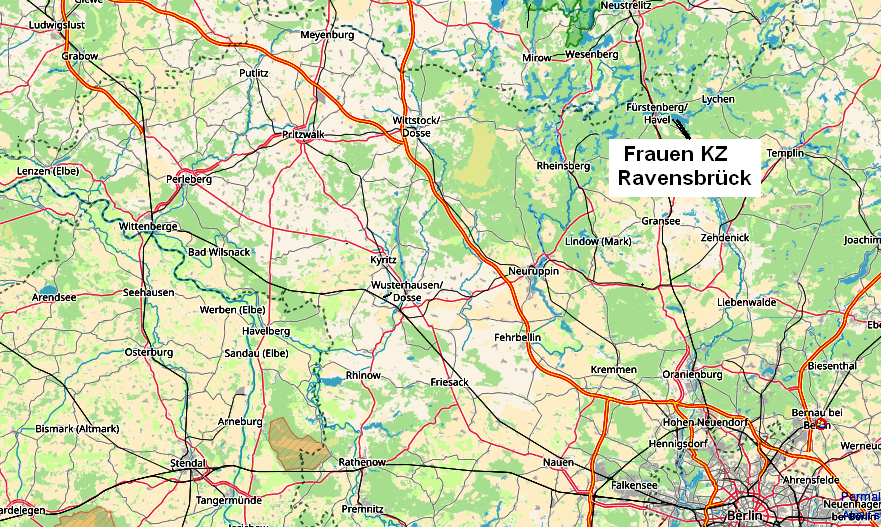
A tábor elhelyezkedése

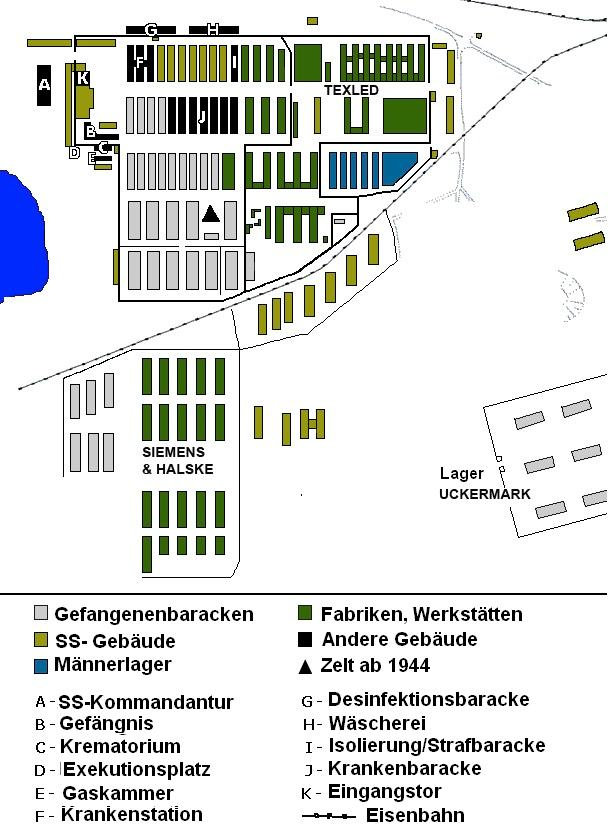
A ravensbrücki tábor alaprajza

A második világháború alatt a Német Birodalom területén 45 altábort hoztak létre, közülük legalább 31-et női, kilencet pedig férfi foglyok számára. A foglyokat kényszermunkára vitték, elsősorban a hadianyagtermelés használta fel munkaerejüket. Az altáborok közé tartozott Barth, Bad Belzig, Drögen, Eberswalde, Grüneberg, Neustadt-Glewe, Sankt Lambrecht és Velten.
A ravensbrücki koncentrációs tábor elődjei a moringeni és a lichtenburgi női táborok voltak. Heinrich Himmler SS-vezető parancsára építették fel 1938 decembere és 1939 áprilisa között a sachsenhauseni koncentrációs tábor foglyai a Ravensbrück város területén található Schwedtseeben. Eleinte kizárólag nők számára tartották fenn, de 1941 áprilisában egy kis férfitáborral bővült, ahol kezdetben 350 foglyot helyeztek el.
1942 júniusában a közvetlenül mellette megnyitották az uckermarki tábort fiatalkorúak részére; kezdetben 400 kislányt és fiatal nőt internáltak ide.
1945-ben a ravensbrücki koncentrációs tábor mintegy 170 hektáros területet foglalt el. 

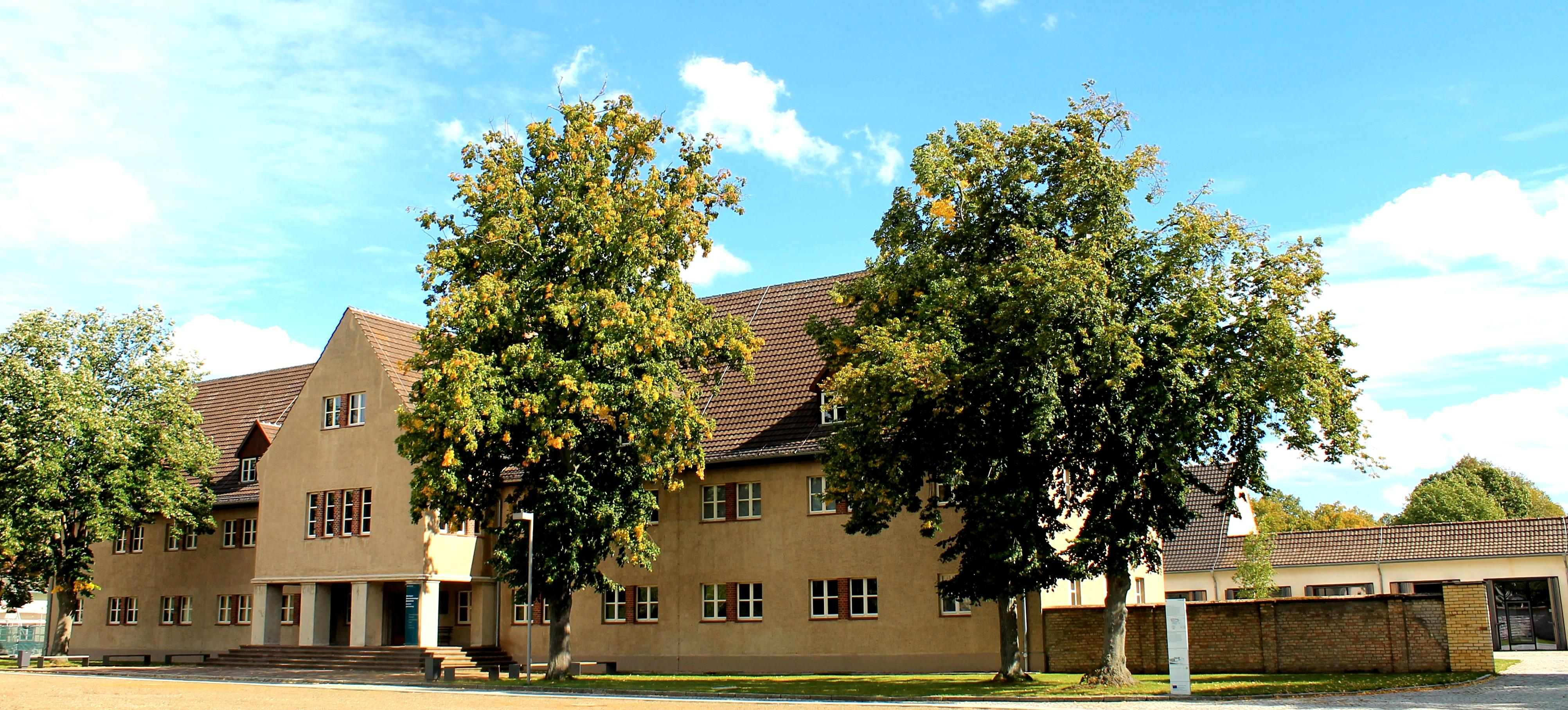
A táborparancsnokság épülete (ma kiállítás található benne)

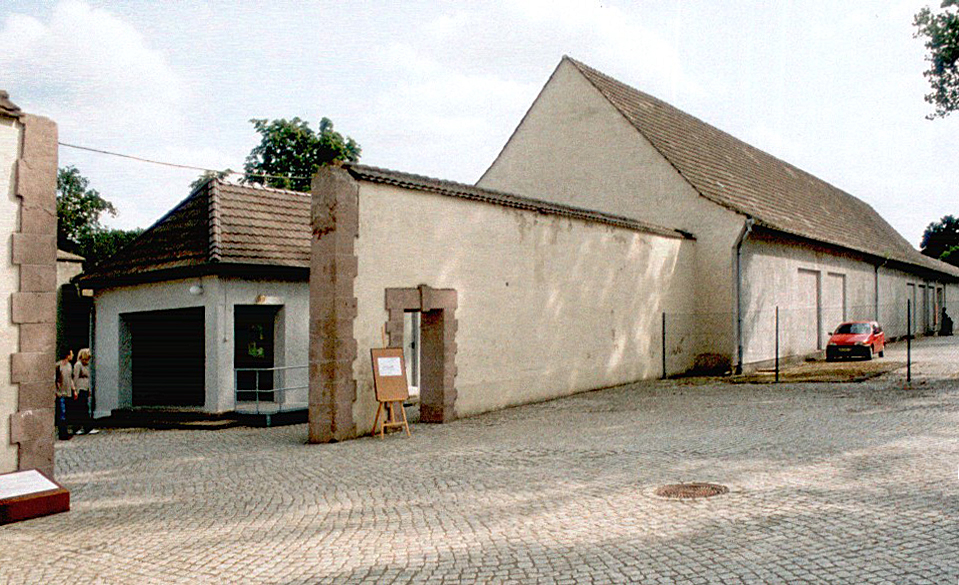
A tábor egykori bejárata

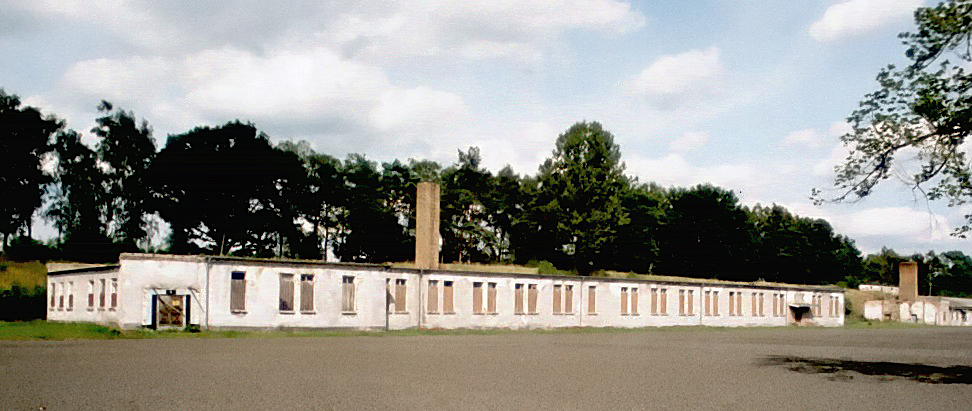
Barakkok az egykori táborban

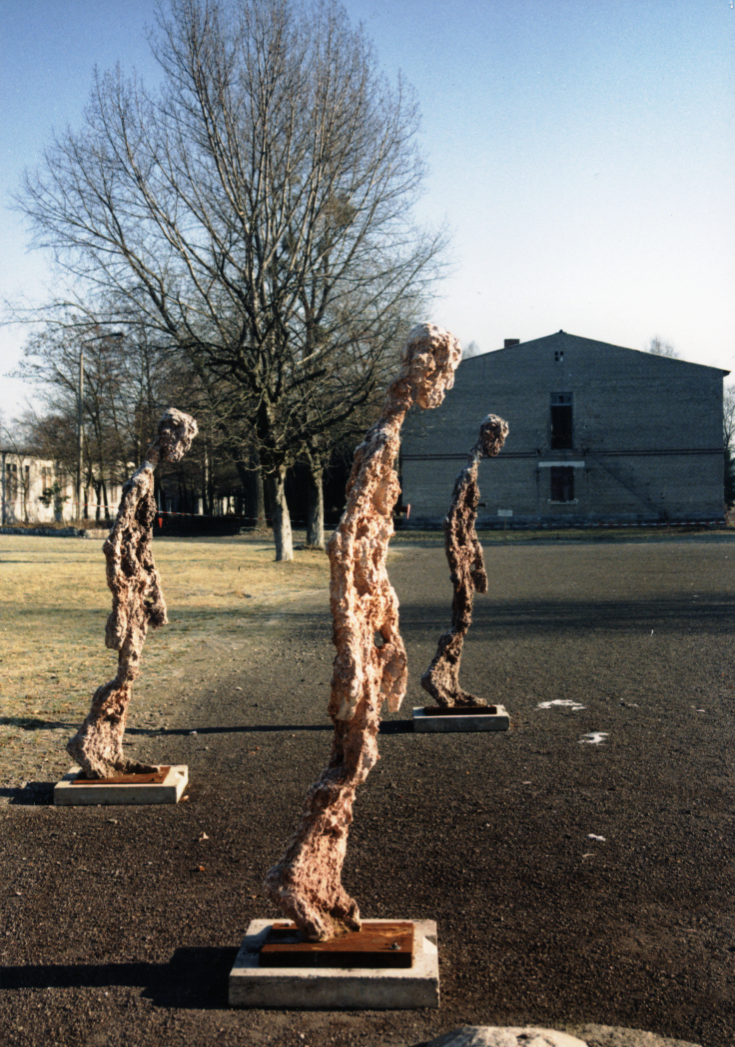
Alakok a felejtés ellen – 2006-ban felállított szoborcsoport

## Fejlesztése

### 1939: az első foglyok
A tábor megnyitásaként 1939. május 18-án kb. 900 nőt szállítottak át a lichtenburgi táborból az új ravensbrücki létesítménybe. Eleinte a tábor további bővítésében és az SS-őrök lakóházainak építésében kellett segédkezniük. Június végén 440 cigányt (köztük gyerekeket) deportáltak ide az ausztriai Burgenlandból. A második világháború kezdetét követően Lengyelországból, később pedig a többi megszállt országból is deportáltak a táborba nőket.

### 1940: a textil- és bőrfeldolgozó üzem alapítása
Januárban Himmler ellenőrizte a tábor működését és elrendelte a foglyok testi fenyítésének bevezetését. A hadigazdaságra való teljes átállás részeként június 21-én Ravensbrückben megalapították a Gesellschaft für Textil- und Lederverwertung mbH (Texled; "Textil- és Bőrhasznosító Kft.") SS-vállalatot. A táborban üzemépületeket emeltek, ahol a foglyoknak „a nőkre jellemző” munkát kellett végezniük. Decemberben már 4200 foglyot tartottak nyilván Ravensbrückben, akiket 16 barakkban helyeztek el.
Minden harmadik új fogoly lengyel volt. Köztük voltak a Polski Związek Zachodni (Lengyel Nyugati Szövetség) és a Przysposobienie Wojskowe Kobiet (Női Katonai Képzés) nevű félkatonai ifjúsági szervezetek tagjai is.

### 1941: mezőgazdasági bérmunkások
A foglyok száma 1941 áprilisára további 3500-zal nőtt. Ugyanebben a hónapban Ravensbrückből 1000 nőt szállítottak Auschwitzba az ottani megsemmisítő tábor építéséhez. Ettől az évtől kezdve többször is kivégzésekre került sor, amelyek során minden előzmény nélkül 143 lengyel nőt és lányt gyilkoltak meg. Ezt később szovjet, francia, brit és más nemzetiségű foglyok kivégzése követte. Korábban is jelentős volt a halálozás a túldolgoztatás, éhezés és a rossz körülmények következtében. 1941-től az SS elkezdte a foglyokat kikölcsönözni mezőgazdasági munkára a környező mecklenburgi földbirtokokra; másokat kertészetekbe és útépítésekhez adtak kölcsön. 1942-től kezdve elsősorban a hadigazdaságban alkalmazták a munkaerejüket.
Novemberben mintegy 330 nőt az Aktion 14f13 kódnevű művelet első lépéseként „elkülönítettek” (mint ahogy az kiderült Friedrich Mennecke tábororvos leveleiből). A művelet irányelvei szerint a nem hasznos foglyokat (az ún. "ballasztot") listákon tartották nyilván, majd orvosi értékelés után likvidálták őket. 1200-nál több nőt gyilkoltak meg a táborban vagy a bernburgi eutanáziaközpontban. A programot 1942 márciusától visszafogták, mert a hadiiparnak szüksége volt a munkaerőre.

### 1942: a Siemens & Halske üzemei
A koncentrációs tábor élelmiszerellátása nem tudott lépést tartani a foglyok számának növekedésével. Himmler utasítására októbertől engedélyezték a csomagok fogadását. 1942-től pulóverek, ruhák és kabátok is bekerültek a ruhakészletbe. Ravensbrücknek ekkor még nem volt saját gázkamrája, így áprilisban a bernburgi eutanáziaközpontban előzetes kiválogatás után mintegy 1600 nőt (akiknek kb. fele zsidó volt) mérges gázzal meggyilkoltak. Miután a német Einsatzkommandók elpusztították a cseh Lidicét, júniusban ide deportáltak 182 túlélő nőt. Néhányan közülük, akik a ravensbrücki tábort is túlélték, 1958-ban tábor falánál lévő tömegsírnál egy rózsakert ültetésével külön emlékhelyet hoztak létre.
Július 20-án Himmler személyi orvosa, Karl Gebhardt (akinek klinikája 12 km-re volt Hohenlychenben) antibakteriális hatású szulfonamidokkal kezdett kísérletezni a ravensbrücki koncentrációs tábor foglyain. Reinhard Heydrich az ellene elkövetett merénylet után Gebhardt felügyelete alatt halt meg sebei elfertőződése miatt, és az orvos nagy nyomás alá került, mivel Hitler személyi orvosa, Theo Morell állítása szerint Heydrich túlélhette volna a gangrénát, ha más szulfonamidokat adnak neki. Egy kezdeti kísérletsorozatban Gebhardt 15 férfi és 42 lengyel női foglyot háborús sérüléseket utánozva különféle módon megsebesített és a befertőződés meggyorsítására textilt, üvegszilánkokat, agyagot, cellulózt és más anyagokat rakott a sebekbe. A gennyező sérüléseken különböző szulfonamidok hatékonyságát tesztelte.
Az ipari termelés fokozása érdekében júniustól a Siemens & Halske cég a tábor közvetlen szomszédságában barakküzemeket állított fel, ahol telefonokat, rádiókat és mérőműszereket szereltek össze. A munkát két műszakban végezték, hétvége kivételével, mivel a gyárban női civil munkások is dolgoztak.
Az SS Gazdasági Igazgatási Főhivatala (Wirtschaftsverwaltungshauptamt, WVHA) a koncentrációs táborok igazgatásáért és a foglyok elhelyezéséért felelős szervként egyfajta munkaügyi hivatalként működött a foglyok hadivállalatokhoz való elhelyezésében. Fennmaradtak a feljegyzések a foglyok „használhatóságáról” és munkaképességéről; eszerint átlagos munkaképességüket három hónapban határozták meg; ezután legyengültnek számítottak, és likvidálták őket. A hatékonyság növelése érdekében a gyárak közvetlen közelében altáborokat létesítettek, hogy minimalizálják a munkába való szállítási időt.
Augusztus 1-től az SS orvosai újabb kísérletezésbe kezdtek egészséges nőkön. Szeptember 3-án Ernst-Robert Grawitz SS-orvos ellenőrizte a koncentrációs tábort és elrendelte a kísérleti alanyok kivégzését; az addig okozott sérüléseket „szúnyogcsípésnek” bélyegezte. Gebhardt ezután újabb kísérletsorozatot kezdett 24 lengyel foglyon. Gázgangréna-kórokozókkal oltotta be a sebeket. Kísérleteibe öten haltak bele, sokan megnyomorodtak. A viszonylag alacsony halálozási arányt Gebhardt a szulfonamidok hatékonyságának tulajdonította.
A berlini Birodalmi Biztonsági Főhivatal (Reichssicherheitshauptamt) kiadta az utasítást, hogy a ravensbrücki tábort zsidómentessé kell tenni, így október 6-án több mint 600 nőt (majdnem mind zsidó volt) az auschwitzi megsemmisítő táborba szállítottak. A fennmaradt dokumentumok alapján Ravensbrücknek nem sikerült elérnie a Himmler által kívánt teljesen zsidómentes státuszt; a táborba továbbra is érkeztek zsidó nők transzportjai. 1942 decemberében a táborban 10 800, Európa minden részéből származó fogoly volt elhelyezve.

### 1943: szovjet hadifoglyok
Február végétől a Vörös Hadsereg foglyul esett női katonái is kezdtek Ravensbrückbe érkezni. A termelés fokozása érdekében márciustól újabb altáborokat alapítottak. A fokozott halálozás miatt ősszel külön krematóriumot építettek a koncentrációs tábor számára. A halottak hamvait (vagy egy részét) a közeli Schwedtsee-tóba öntötték. Decemberben mintegy 15 100 foglyot tartottak nyilván Ravensbrückben és altáboraiban.

### 1944: a túlzsúfolt tábor, mintegy 70 ezer foglyot küldenek külső ipari üzemekbe

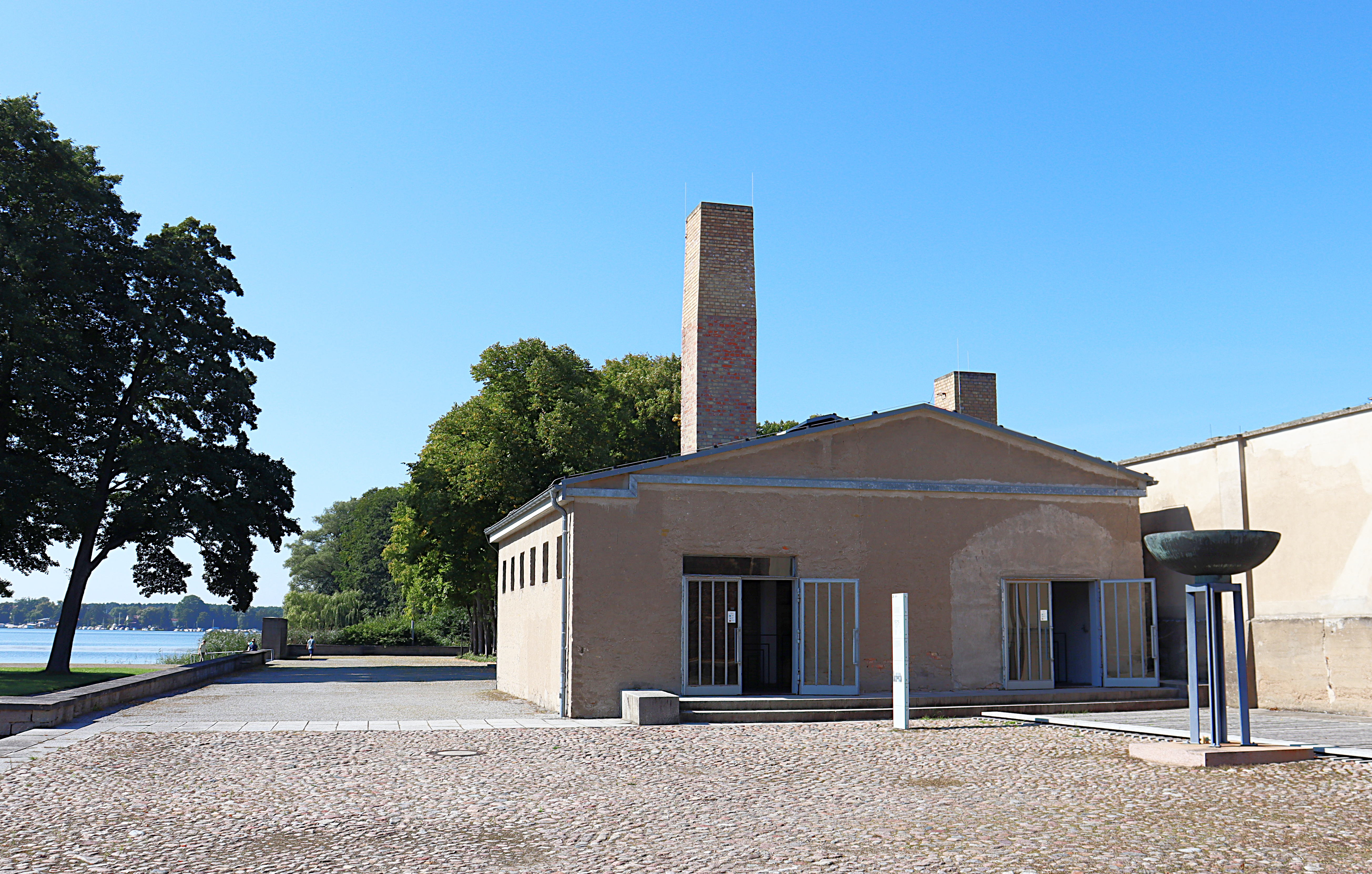
A krematórium

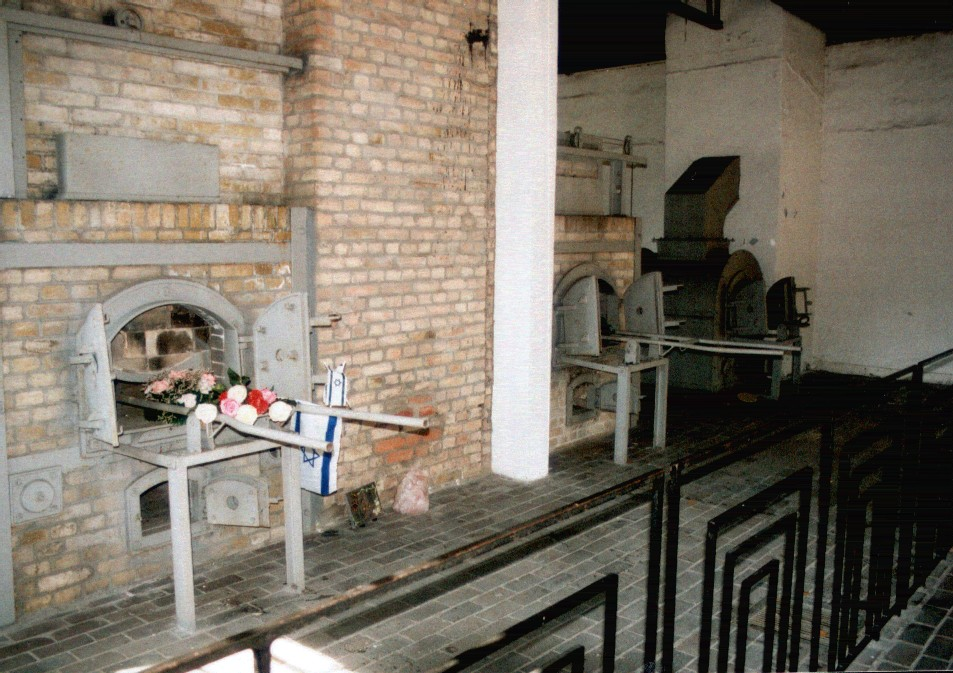
Kemencék a krematóriumban

1944-ben a nyugaton és keleten is visszavonuló Wehrmacht által feladott területekről evakuálták a fogolytáborokat; Ravensbrückbe is sok ezren érkeztek. Főleg a varsói felkelés leverése után romlott a helyzet, amikor októberben 12 ezer lengyel és zsidó nőt és gyermeket deportáltak ide. 1944-ben összesen 70 ezer ravensbrücki foglyot szállítottak át táborokba kényszermunkára; pl. májusban 2500-at a Heinkel rostocki repülőgépgyárába vagy a Siemens-Zwodau fegyvergyárba. Több mint 10 ezer lengyel és zsidó nőt Auschwitzba vittek. A barakkok annyira túlzsúfolttá váltak, hogy november második felében a parancsnokság egy kb. 50 méter hosszú sátrat állított fel a 24. és 26. barakkok között, ahová több ezer nőt zsúfoltak be. A késő ősz ellenére csak egy kevés szalmát szórtak a padlóra, azon aludtak a foglyok. Csak 1945 februárjában állítottak be háromemeletes ágyakat. 1944/1945-ös telét sokan nem élték túl.
Miután a Gestapo felszámolta az ellenzéki Solf-kört, egyes tagokat, Helmuth James von Moltkét, Albrecht von Bernstorffot és másokat 1944 februárjában a ravensbrücki táborban helyezték el. Moltke viszonylag jó körülmények között élt, de a Hitler elleni 1944. július 20-i merényletkísérlet után magánzárkába került, szeptemberben pedig átszállították a tegeli börtönbe, hogy ott várja a tárgyalását. Ide kerültek azok is, akiket a merénylettel kapcsolatban tartóztattak le, de nem tudták bizonyítani a közvetlen bűnösségüket
1944-ben a koncentrációs tábor ipartelepe egy adminisztrációs központból, több szabóműhelyből, egy szövőműhelyből, egy fonodából, egy nádszőnyegszövő üzemből, egy cipészműhelyből, segédműhelyekből és egy szőrmekészítő műhelyből állt, és folyamatosan bővült. Októberben Suhren táborparancsnok állítólag parancsot kapott Himmlertől, hogy „hat hónapra visszamenőleg havonta kétezer embernek kell meghalnia”.
1944 karácsonyán a foglyok a táborparancsnok engedélyével karácsonyi ünnepséget szervezhettek a mintegy 400 gyereknek.

### 1945: 46 ezren Ravensbrückben és az altáborokban
1945 januárjának közepén 46 100 női és több mint 7800 férfi foglyot tartottak nyilván a táborban és alintézményeiben. Januárban kb. 25 ezren voltak összezsúfolva a ravensbrücki főtáborban, egy alig fél négyzetkilométeres területen (amekkorát öt perc alatt be lehet járni). Február elején a számuk további 11 ezerrel nőtt, akiket más evakuált táborokból hoztak. Az utolsó auschwitzi transzport több mint kétezer nőből állt, őket január végén szállították el a haláltábor felszámolásakor. A transzportot Auschwitzból a groß-roseni táborba vitték, ahonnan a túlzsúfoltság miatt Ravensbrückbe, majd a sachsenhauseni táborba került. Ott azonban nem fogadták be, ezért január 27-én visszaküldték Ravensbrückbe. A nőknek és a gyerekeknek a legnagyobb fagyban két hét alatt mintegy 300 km-t kellett gyalogolniuk. A háború utolsó hónapjaiban a foglyok száma annyira megnőtt, hogy egy ágyra hat nő is jutott. A Ravensbrück közvetlen szomszédságában lévő uckermarki fiatalkorú tábort, amely 1945 januárjától a ravensbrückből származó nők halál- és szelekciós tábora volt, szintén evakuálták.
Február végén Himmler utasította Suhren táborparancsnokot, hogy likvidáljon minden beteg vagy menetképtelen foglyot. A hónap végén egy ideiglenes gázkamrát állítottak fel, amelyben március végéig 2300-2400 foglyot gyilkoltak meg. Az akciót Rudolf Höß, az auschwitzi tábor egykori parancsnoka koordinálta, aki 1944 novembere óta Ravensbrückben tartózkodott.
Ahogy a front egyre közelebb került, az SS április 27-én kiürítette a tábort, a rabok többségét halálmenetben elhajtották. A súlyosan beteg foglyokat, kb. kétezer nőt és 300 férfit, és fogoly ápolóikat (összesen mintegy 3000 embert) hátrahagyták. A szovjet csapatok április 30-án érték el Fürstenberget, és felszabadították a koncentrációs tábor megmaradt rabjait, és Sarah Helm brit újságíró és író szerint meg is erőszakolták a foglyokat. 1945. május 3-ra a halálmenetet is utolérték a szovjet egységek, és szintén felszabadították őket. A következő hetekben és hónapokban számos legyengült volt rab halt meg a fogva tartása következményeként. 

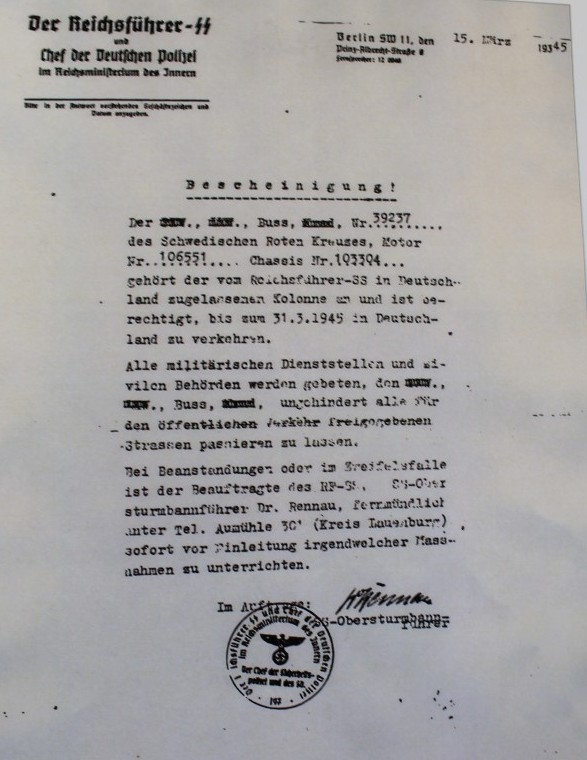
Himmler engedélye a fehér buszos akció számára

#### A fehér buszok mentőakciója
Folke Bernadotte svéd diplomata a Svéd Vöröskereszt nevében 1945 februárjától tárgyalásokat folytatott Himmlerrel, hogy a skandináv rabokat különítsék el (elsősorban a neuengammei táborban), hogy svéd személyzet gondoskodjon róluk. Márciusban 4500 norvég és dán foglyot szállítottak Neuengamméba, akiket 36 fehér vöröskeresztes autóbuszból álló konvojjal Dániába vittek, ahol előbb Frøslevben karanténba kerültek, majd onnan Svédországba szállították őket. Áprilisban Himmler és a svéd zsidó Norbert Masur megbeszéléseinek eredményeképpen minden skandináv nőt szabadon engedtek Ravensbrückből. A fehér buszok második mentőakciójában április 22-től kezdődően 7500 nőt evakuáltak Ravensbrückből Svájcba és Svédországba.

## A rabok

### Az áldozatok száma
1939 és 1945 között összesen mintegy 120 ezer nőt és gyermeket, 20 ezer férfit és 1200 fiatalkorú lányt regisztráltak a ravensbrücki koncentrációs táborban és az uckermarki fiatalkorúak táborában (később megsemmisítő táborban), akik több mint 30 nemzetből származtak. Közülük 15 ezer volt zsidó, 4 ezer pedig roma. Őket mintegy ezer férfi és közel 550 női SS-őr felügyelte. A becslések szerint 28 ezren haltak meg Ravensbrückben. A ravensbrücki koncentrációs tábor áldozatainak emlékkönyve 13 161 női, férfi és gyermekáldozat nevét sorolja fel.
1945 tavaszán a front közeledtével az SS igyekezett minél több foglyot megölni, hogy likvidálja a tanúkat. A tábor felszabadításáig tízezreket gyilkoltak meg. Egy korai, 1946-os durva brit becslés 92 ezerre tette a ravensbücki áldozatok számát. A források alaposabb tanulmányozása ezt a számot 25-40 ezer közöttire teszi; az újabb, 2008-as munkát 28 ezer áldozatról szólnak. Ehhez még hozzászámítandók a halálmenetek dokumentálatlan áldozatai.
A ravensbrücki tábor túlélői nemzeti szervezeteket alapítottak, amelyeket a Nemzetközi Ravensbrücki Bizottság egyesít.

### Neves foglyok

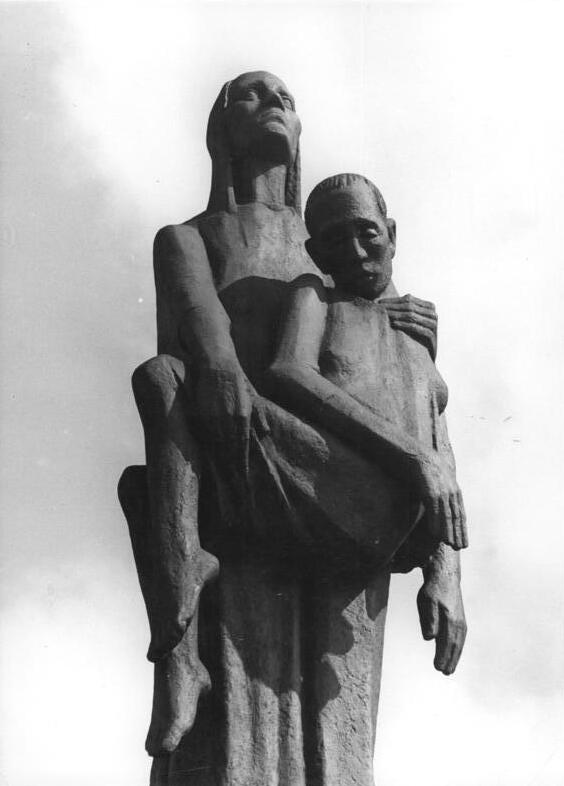
A ravensbrücki emlékhely Tragende szobra Olga Benario alakjával

A kommunista aktivista Olga Benario 1939-ben került a ravensbrücki koncentrációs táborba, ahol a parancsnokság kinevezte a zsidó barakk vezetőjének. 1942-ben az Aktion 14f13 keretében a tábor többi zsidó foglyával együtt elgázosították. A táborban található Tragende c. szobor Olga Benario alakját örökíti meg.
Lidicéből 195 nőt szállítottak ide. Az auschwitzi női zenekar nem zsidó tagjai 1945. január 18-án érkeztek Ravensbrückbe.
A koncentrációs tábor foglyai között volt a brit Különleges Műveleti Parancsnokság (Special Operations Executive SOE) négy női tagja: Denise Bloch, Cecily Lefort, Lilian Rolfe és Violette Szabó, valamint a 25 éves Anne de Bauffremont-Courtenay francia hercegnő. Corrie ten Boom, egy holland földalatti zsidómentő szervezet alapítója és Catherine Dior, a francia ellenállás harcosa (Christian Dior nővére) szintén itt raboskodott.
A Hitler elleni 1944. július 20-i sikertelen merényletet követően a 69 éves Johanna Tesch ismert szociáldemokrata politikust 1944. augusztusában letartóztatta Gestapo, majd 1944. szeptemberében Ravensbrückbe vitték, ahol 1945. március 13-án meghalt (valószínűleg éhen halt). Az SS ezután még ezután is küldött hamis levelezőlapokat a nevében a családjának, hogy megnyugtassák őket.
Germaine Tillion a ravensbrücki koncentrációs tábor foglyaként titokban írta a Le Verfügbar aux Enfers c. operettjét társai szórakoztatására.
Loretta Walz rendezőnő 25 éven át interjúvolt nyugat- és kelet-európai nőket a ravensbrücki tapasztalataikról és egész életükről. A ravensbrücki nők című filmje 2006-ban elnyerte az Adolf Grimme-díjat.

### A rabok helyzete

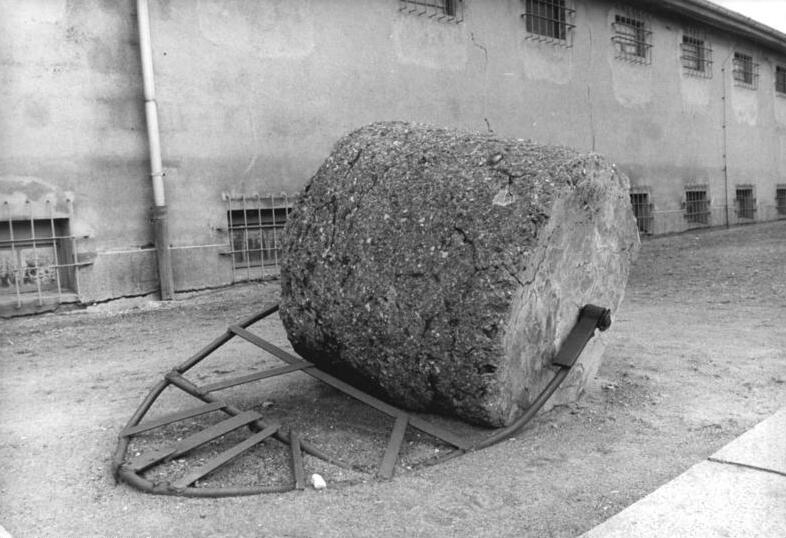
A tábor embermagasságú kézi úthengere

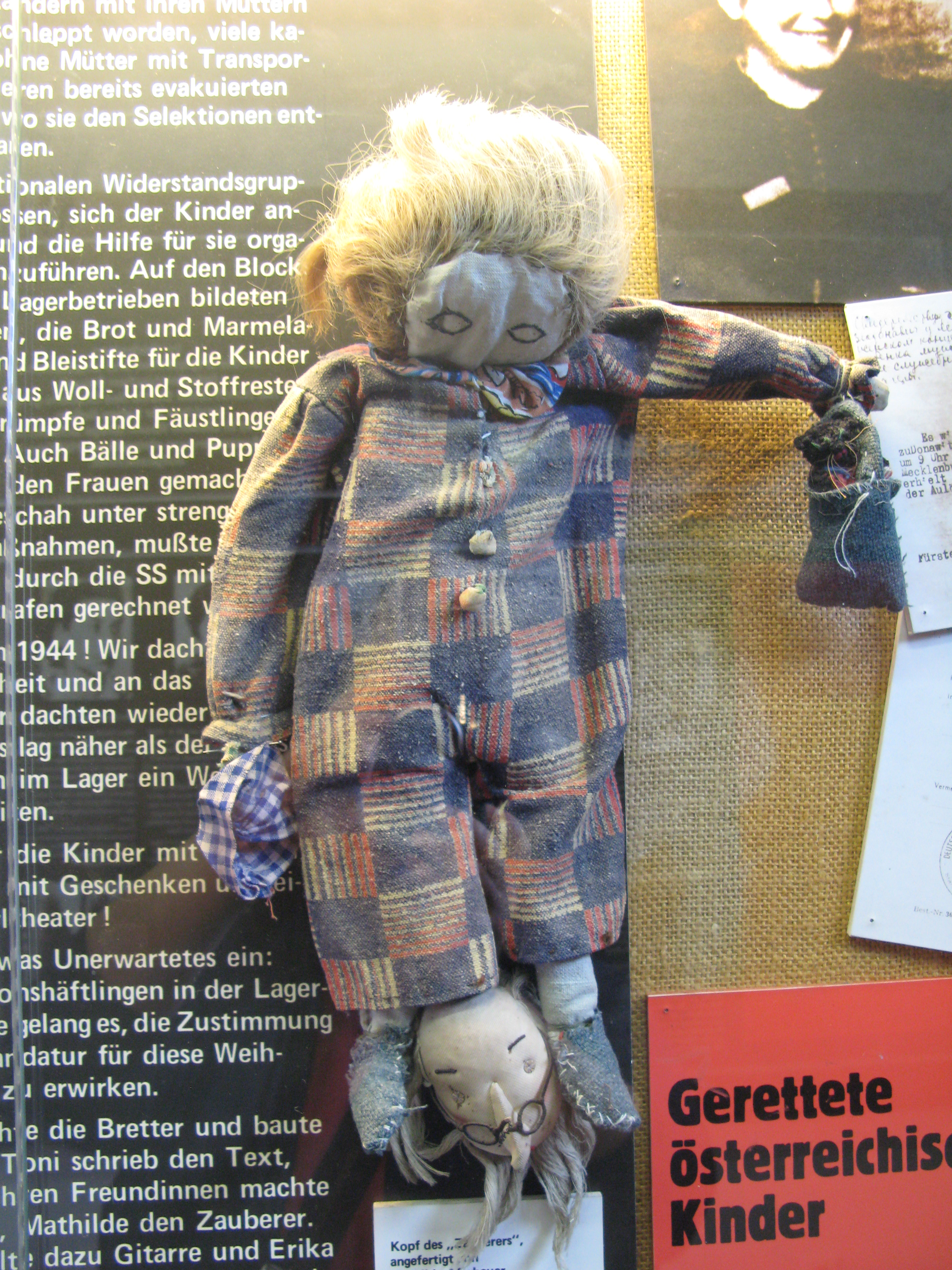
Táborba zárt kislány számára készített baba

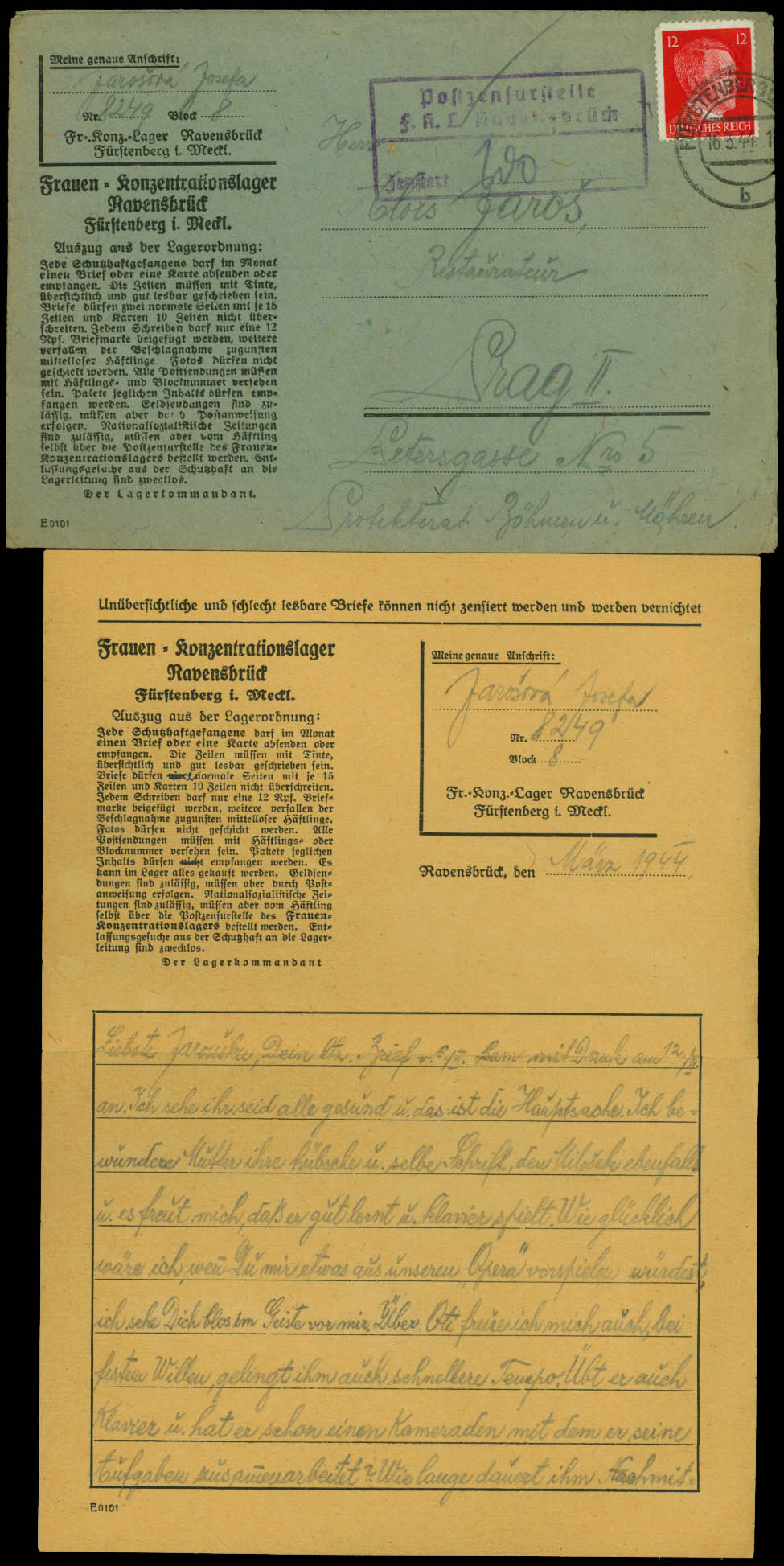
A táborból küldött levelezőlap (1944 márciusa)

A ravensbrücki koncentrációs táborba érkező új fogoly egy számot és egy színes háromszöget kapott, melyet a ruháján kellett viselnie. A háromszög színe a kategóriát, a benne lévő betű a nemzetiséget jelölte. A bűnözők zöld, az ellenállók és a szovjet hadifoglyok piros, a vallási szekták tagjai (pl. Jehova tanúi) pedig lila háromszöget kaptak. Az ún. „aszociálisokat” fekete háromszögekkel jelölték, a zsidó nők pedig háromszög helyett hatágú csillagot viseltek.
Kezdetben a raboknak az ipartelep szabóműhelyében tizenkét órás műszakokban kellett dolgozniuk, hogy elegendő rabruhát varrjanak; később elsősorban katonai és polgári felszereléseket, használati tárgyakat készítettek textilből és bőrből. 1940 júliusában 141-en dolgoztak itt, de a csúcsponton, 1942 szeptemberében ötezren voltak beosztva a textilüzembe; ez a szám később csökkent. A nők egy részét megtanították varrógéppel és hasonló eszközökkel dolgozni; őket nem tudták könnyen pótolhni, de ők sem kaptak elegendő élelmet és ugyanúgy ki voltak téve a bántalmazásnak, különösen ha nem érték el a szinte teljesíthetetlen normát. Az SS vállalati között kevés volt nyereséges, de a Texled közéjük tartozott.
Közvetlenül a tábor mellett állították fel a Siemens üzemeit ahol a rabokkal precíziós elektromos alkatrészeket gyártattak. 1944 végén a cég a katonai telefonok teljes gyártását áthelyezte az itteni üzembe, 2400-an is dolgoztak. Az itteni körülmények olyan rosszak voltak, hogy 1945 májusában a tábor ezen részén lévő barakkok előtt több tucatnyi holttestet halmoztak fel.
1942-től tíz férfi koncentrációs táborban tábori bordélyokat nyitottak, ahová Ravensbrückből is helyeztek át nőket. A tábori bordélyok jutalmazási rendszerként és teljesítményösztönzőként szolgáltak a jól dolgozó, engedelmes rabok számára. Több száz nőt kényszerítettek erre; a legtöbben Németországból, néhányan Lengyelországból és legalább hatan a Szovjetunióból származtak. Sokan önként jelentkeztek, azt remélve, hogy így nagyobb esélyük lesz a szabadulásra. Erre nem került sor, bár az ún. "különleges épületekben" (Sonderbauten) némileg jobb volt az élelmiszerellátás. A nőket gyakran „elhasznált” jelzéssel visszaküldték a táborba, ahol kivégezték őket.
1943-tól a rabok száma rohamosan emelkedni kezdett. 1944 nyarának végén a túlzsúfoltság rekordokat döntött, főleg az Auschwitzból, Varsóból és Magyarországról érkező nők miatt. A parancsnokság egy 50 méteres ideiglenes sátrat állított fel a barakkok között, ahová 4000 rabot is bezsúfoltak. A körlümények miatt naponta több tucatnyian haltak meg. A magyar zsidó Gyulai Kató így emlékezett vissza: „A sátornak téglapadlója volt. Álltunk vagy guggoltunk rajta, leülni vagy lefeküdni nem is lehetett. Éjszaka szó szerint mások fején vagy hátán ültünk".
A foglyok teljesen lefogytak, izmaik elsorvadtak, az alultápláltság miatt folyamatos apátia és álmosság uralkodott el rajtuk. Mozgásuk lelassult, amit az őrök gyakran passzív ellenállásként értelmeztek és büntettek. Az ellenőrzések során kiválogatták a munkaképteleneket és ilyenkor a sápadtság is a halált jelenthette, ezért aki tudta kifestette a száját és az arcát.
A likvidálandó nőket eleinte a táboron kívül, a szomszédos erdőben lőtték agyon, de 1942-től már csak az úgynevezett "kivégzőfolyosót" használták. A kivégzéseken egy orvos és egy fogorvos is jelen volt. Miután az orvos (általában Percival Treite) megállapította az áldozatok halálát, a fogorvos kihúzta az aranyfogaikat. A holttestek hamvaival a földeket trágyázták.
A női lágerben „tábori családok” alakultak ki, az idősebb nők gondoskodtak a fiatalabbakról, és nemzeti vagy politikai hovatartozási alapon segítették egymást. Családon belül apró ajándékokkal kedveskedtek a másiknak. 1944 márciusában a szovjet nők egy cseh rabtársuknak apró kosárkát faragtak egy cseresznyemagból. Néhányan versekben és imákban fejezték ki érzelmeiket és gondolataikat. Egész regényeket meséltek egymásnak, leírták az egykori utazásaikat; képzeletben főztek és recepteket cseréltek. A kölni zsidó Eva Hesse több mint 100 receptet gyűjtött össze csempészett papírokon, amelyeket 1988-ban az Ich sterbe vor Hunger! (Éhen halok!) c. könyvben publikáltak. Mások titokban szerzett anyagokkal rajzoltak. Illegális kórusok alakultak. Professzorok, művészek és tanárok titkos előadásokat tartottak a többieknek. A lengyel nők három, négy vagy öt gyerekből álló "osztályokban" tanították a kisebb gyerekeket. A háború vége felé a tábor szellemisége megváltozott, ezért a túlélők beszámolói nagyban különböznek egymástól. Rosi Forsberg, aki 1944 végén, 16 évesen érkezett ide és akit kényszersterilizáltak, így írt: „Nem tapasztaltam sem barátságot, sem szolidaritást.”ref>Gerold Büchner: Leid und Lebensmut. In: Berliner Zeitung. 22. April 2013.</ref>
A gyerekeknek, különösen a kicsiknek, semmi esélyük sem volt a túlélésre, hacsak nem találtak egy úgynevezett tábori anyát, aki gondoskodott róluk. A táborparancsnokság a gyakori transzportokkal vagy kivégzésekkel többnyire elválasztotta a gyerekeket biológiai szüleiktől; ők aztán általában gyorsan „természetes” halált haltak. Minden rabnak, még a kisgyerekeknek is nehéz fizikai munkát kellett végeznie, ami gyors fizikai leépüléshez és gyakran halálhoz vezetett.
A rabok küldhettek és kaphattak cenzúrázott és előre formázott leveleket, de a szabályok gyakran és önkényesen változtak.
„Minden védőőrizetben lévő fogoly havonta egy levelet vagy levelezőlapot küldhet vagy kaphat. A sorokat tintával, tisztán és olvashatóan kell írni. A levelek nem haladhatják meg a négy, egyenként 15 soros standard oldalt, a levelezőlapok pedig a 10 sort. Minden levélhez csak egy, 12 pfennig értékű bélyeget lehet mellékelni. Minden további bélyeget elkoboznak a nincstelen foglyok javára. Fényképek nem küldhetők. Minden levelet meg kell jelölni a fogvatartotti és a barakkszámmal. Semmilyen csomag átvétele nem engedélyezett. A táborban bármi megvásárolható. Pénzt lehet küldeni, de azt postai utalványon adandó fel. Nemzetiszocialista újságok küldése megengedett, azokat a fogolynak magának kell megrendelnie a tábor postai cenzorirodáján keresztül. A táborigazgatósághoz intézett, védőőrizetből való szabadulás iránti kérvények hiábavalóak.” (Részlet a ravensbrücki koncentrációs tábor szabályzatából)

## A személyi állomány

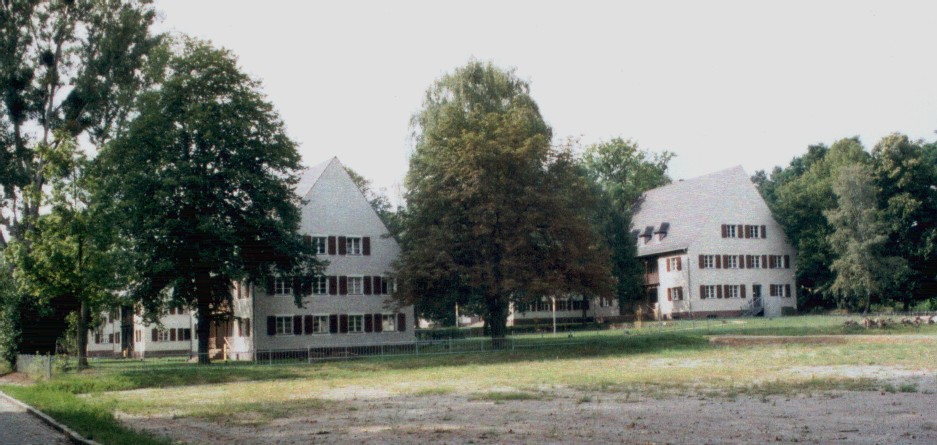
Az őrség lakóházai

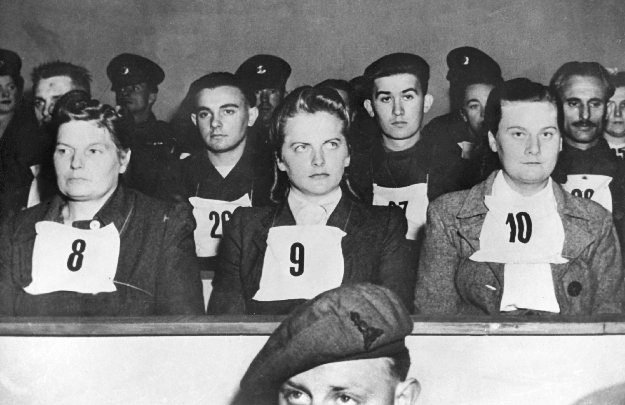
8: Hertha Ehlert, 9: Irma Grese, 10: Ilse Lothe (bergen-belseni per, 1945)

A ravensbrücki koncentrációs tábor parancsnokai a következők voltak:
- Günther Tamaschke SS-Standartenführer: 1938. december 1. – 1939. augusztus 30.
- Max Koegel SS-Hauptsturmführer: 1940. január 1. – 1942 augusztus
- Fritz Suhren SS-Hauptsturmführer: 1942 augusztus – 1945 április[47]

A férfitábort Johann Schwarzhuber SS-Hauptsturmführer vezette. A parancsnokok a táborigazgató (Lagerdirektor) címet viselték. 1945 januárjában Albert Sauer vette át a feladatot, Suhren táborparancsnok helyetteseként.
Ravensbrückben sok nőt alkalmaztak őrként vagy felügyelőként. A táborban 1939 és 1945 között több mint 3500 női őrt képeztek ki. Az ő szociális hátterük igen változatos volt, sokan közülük alig múltak húsz évesek. Volt akit ide irányítottak, mások önként jelentkeztek.
A női főfelügyelők (Oberaufseherin) a következők voltak:
- Johanna Langefeld: 1939. március 1-től
- Emma Zimmer: 1942. március 23-tól
- Maria Mandl: 1942. április 23-tól
- Johanna Langefeld: 1942 októberétől ismét
- Dorothea Binz: 1943 júliustól
- Anna Klein-Plaubel: 1943 decemberétől
- Luise Brunner: 1944 decemberétől

A női őrök közé tartozott többek között: Erika Bergmann, Grete Boesel, Hermine Braunsteiner-Ryan, Hertha Ehlert, Irma Grese, Ruth Neudeck és Erna Wallisch.
A "szelekciókat " és az emberkísérleteket a két helyi orvos, Walter Sonntag (1940 májusától 1941 decemberéig) és Gerhard Schiedlausky végezte más SS-orvosok és Herta Oberheuser orvosnő segítségével.

### Tevékenységük
A női őrök reggelente minden reggel felsorakoztatták a rabokat. Egy volt fogoly beszámolója szerint: A névsorolvasáskor a nőket munkásoszlopokba osztották be. És amikor már két órája álltak a hidegben a névsorolvasáson, elájultak a gyengeségtől. Ilyenkor a felügyelőnők rájuk uszították a kutyákat. Amikor pedig a rabok elfáradtak, botokkal verték őket.
Egy másik fogoly így emlékezett vissza: Minden osztagnak volt egy felügyelőnője. A gyógynövényszedő csoportban találkoztam Irma Gresével. Ott csalánt szedtünk, és vérzett a kezünk. Mert kesztyűt nem kaptunk. Olyan magas kosarakat adott nekünk, és a csizmájával beletaposott a kosárba. Ha a kosár nem volt egészen tele, jobbra-balra pofozkodott. Irma Grese nagyon szép volt. És különlegesen gonosz. Irmgard Konrad volt rab szerint: Tudja, megfigyeltem például fiatal őröket, jól néztek ki, szépek voltak, szép arcuk volt, jól öltözöttek, és látszott rajtuk hogy középosztálybeli családból származhattak. És mégis olyan kegyetlenséggel bántak velünk foglyokkal, amit teljességgel lehetetlen leírni. Egyszerűen élvezték, élvezték, hogy embereket ölnek, embereket kínoznak. Hogyan válhat valaki ilyenné?
A tábori szabályzat bonyolult volt és a foglyok szükségszerűen megszegték a rigorózus szabályokat. Egy koszos cipő vagy nadrág is szabálysértésnek minősülhetett. Még a kisebb kihágások is – néha csak egy őr szeszélye – drákói büntetéseket vonhattak maguk után: korbácsolást (25 vagy 50 korbácsütést a csupasz fenékre), tábori fogságot (fogdába zárás), esetenknt élelemmegvonással vagy sötétzárkával kombinálva, valamint a büntetőblokkba, a táboron belüli büntetőszakaszba való beosztást.
A táborba való belépéssel megkezdődött a szisztematikus megalázás rendszere. Az SS-személyzet viselkedése a megfélemlítést szolgálta: a sértegetések, kiabálások, káromkodások, rúgások, ütlegelések mindennaposak voltak. A foglyok hajának és fanszőrzetének leborotválása, rabruhába öltöztetése volt a következő lépés dehumanizálásukban és identitásuktól való megfosztásukban. A ruhák jelzései eldöntötték viselője "értékét" is. A német anyanyelvű politikai és köztörvényes rabok álltak a ranglista élén,  az úgynevezett "szláv fajúak" és az "aszociálisok" utánuk, legalul pedig a zsidók és cigányok. Találtak olyan személyi aktákat, ahol „letartóztatás oka” és a „beutaló hatóság” rubrikába csak két kérdőjelet írtak, bizonyítva hogy az állami önkény nem a táborban kezdődött.
Az önkényes büntetések és a verés mellett a sorakozó volt a "fegyelmezés" egyik fő módszere, amelyet kollektív büntetésként is alkalmaztak. A nőket az időjárástól függetlenül naponta többször is felsorakoztatták és hosszú ideig mozdulatlanul, csendben kellett állniuk, míg megszámolták és munkába küldték őket.
A koncentrációs táborok személyzetéből csak néhányan álltak bíróság elé. „Mit kellett volna tennünk?” – kérdezte sok egykori őr, amikor felelősségre vonták őket. A koncentrációs táborban való szolgálat alól azonban ki lehetett bújni, erről számos megmaradt felmondólevél tanúskodik.

### Orvosi kísérletek

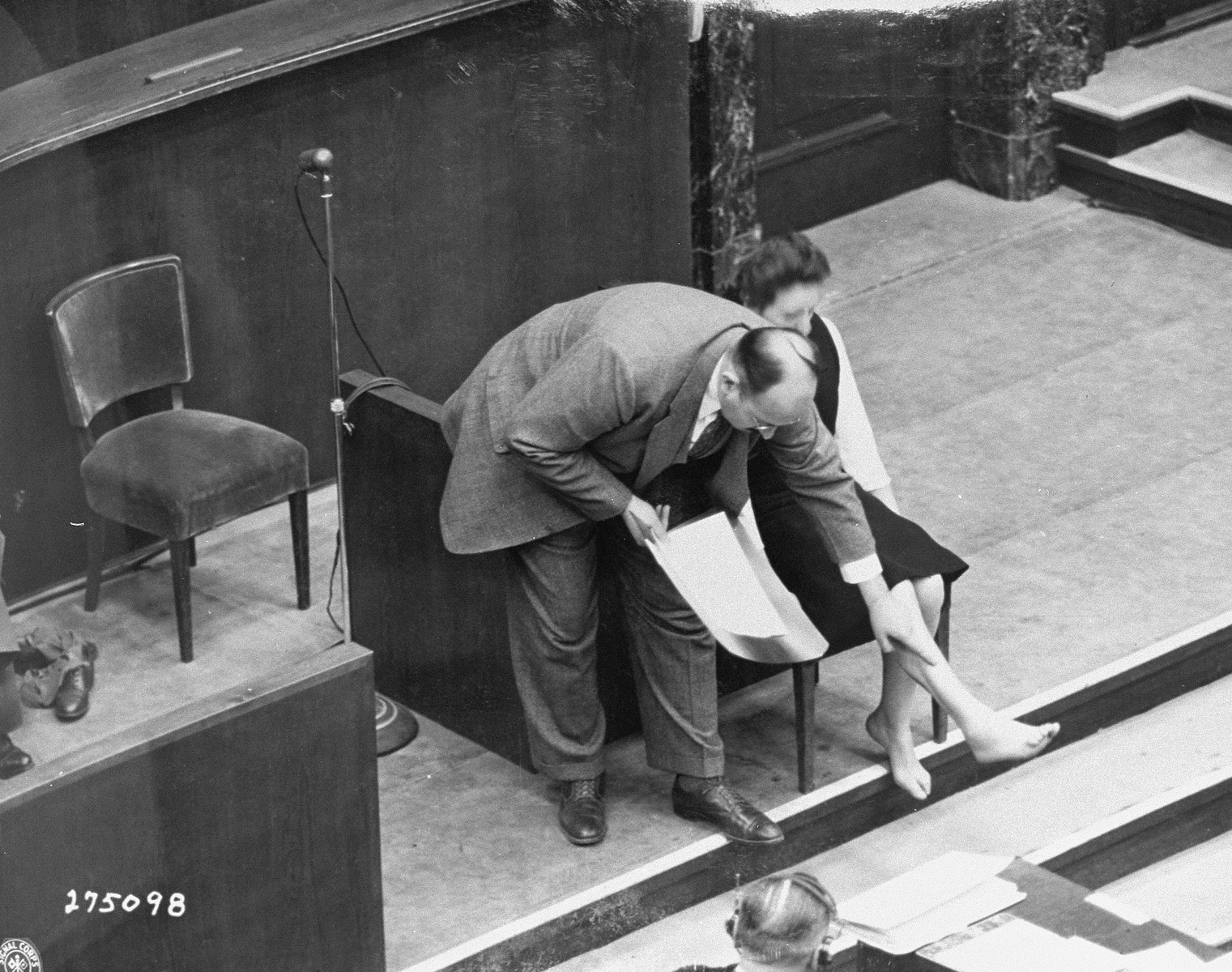
Leo Alexander orvosszakértő bemutatja a Maria Broel Plateren végzett kísérletet a nürnbergi orvosper során

A ravensbrücki koncentrációs táborban a szélsőséges körülmények közötti életfunkciókat, a fagyási sérüléseket vagy a harctéri sérüléseinek gyógyítását vizsgálták. A kísérleti alanyul kiválasztott rabokon ennek megfelelő sérüléseket okoztak, majd különféle gyógymódokkal kísérleteztek és statisztikákat készítettek. A sachsenhauseni táborban végzett előzetes kísérletek után Ravensbrückben a seb elfertőződését gátló szulfonamidokat vizsgálták. A kísérletek során baktériumokat, rothasztó anyagokat, fa- és üvegszilánkokat helyeztek az áldozatokon ejtett sebekbe, a bombarepeszek által okozott sérüléseket imitálva. Sokan meghaltak a kísérletek során, míg mások akár évekkel később vesztették életüket az utóhatások következtében.
A vizsgálatokat Karl Gebhardt vezette; asszisztensei Fritz Fischer és Ludwig Stumpfegger voltak. Mivel idővel már nem bírták mentálisan a munkát, feladataik egy részét Herta Oberheuser vette át. Ő választotta ki a kísérleti alanyokat és ő felügyelte az „utógondozást”, ami általában abból állt, hogy nem kezelték őket vagy szándékosan rontották a gyógyulási folyamatot, hogy fokozzák a fertőzés esélyét.
 Oberheuser főleg fiatal lengyel nőket választott ki. A kezelés után számos nőt injekcióval ölt meg, amit később humanitárius cselekedetként próbált beállítani. Sok más, szintén injekcióval gyilkoló kollégájával ellentétben, Oberheuser a benzininjekciót használt, amely csak három-öt perc elteltével fejtette ki hatását és az áldozatok végig eszméletüknél voltak.
Oberheuser nemcsak orvosi kísérletekben vett részt, hanem abortuszokban is. Kényszerabortuszokat néha hét-nyolc hónapos terhes nőkön is végeztek, vagy ha mégis hagyták megszülni a gyereket, az újszülöttet meggyilkolták. A táborban sterilizációs kísérleteket is végeztek, hogy kidolgozzák a tömeges sterilizálás gyors módszerét. A kísérleti alanyok jelentős része meghalt. A Himmler által elrendelt kísérletek célja az volt, hogy titokban, a tudtuk nélkül gyereknemzése alkalmatlanná tegyék az "alacsonyabbrendű" népcsoportokat. 1943 szeptemberében Ravensbrückben is megkezdték a Carl Clauberg tábororvosról elnevezett Clauberg-módszerrel végzett kísérleteket. 1944/45 telén cigány nőket sterilizáltak ezzel a módszerrel. Egy tanúvallomás szerint 1945. január 4. és 7. között 120-140 gyermeket kezeltek. Eredmény: négy haláleset, részben a petevezetékek feltöltése következtében kialakult hashártyagyulladás, részben a rossz általános állapot miatt. A gyermekeket további kezelés nélkül fekve hagyták.
Carl Clauberg a szovjetek előrenyomulása miatt Auschwitzból (ahol brutalitásáról volt ismert, volt hogy őrök jöttek be hozzá megnézni, mit művel a nőkkel, akik sikolyaitól visszhangzott a tábor) Ravensbrückbe költöztette át kísérleteit. Clauberg összesen mintegy 550-700 kényszersterilizációt hajtott végre.
Ludwig Stumpfegger Hohenlychenben végzett emberkísérleteket a ravensbrücki táborból származó lengyel nőkön. Személyesen végezte a csont- és izomátültetéseket, és eredményeit felhasználta a berlini egyetem orvosi karán 1944 őszén tartott habilitációjához.
A táborban halálra ítélt nők kegyelmet kaptak, ha hajlandóak voltak részt venni a kísérletekben. Azonban azokat, akik valamennyire felépültek a műtétekből, igen gyakran meggyilkolták, vagy további kísérletek következtében haltak meg.

### Felelősségrevonás

Johann Schwarzhuber az első ravensbrück-perben (1947)

A ravensbrücki perek brit és francia joghatóság alatt indított bírósági tárgyalások sorozatából álltak. A vádlottak a koncentrációs tábor vezetői, SS-őrei, a személyzet tagjai és funkcionáriusai voltak. Az első tárgyalásokra 1946 és 1950 között került sor.
A nürnbergi orvosperekben 1947. április 3-án és 8-án zajlott Karl Gebhardt tárgyalása, akit a rabokon végzett orvosi kísérletekkel vádoltak (ezeket a ravensbrücki táborban és a tizenkét kilométerre lévő hohenlycheni klinikán, valamint az auschwitzi táborban végezte). Bíróság elé állt Herta Oberheuser és Fritz Fischer is; Oberheuser volt az egyetlen nő, akit az orvosper során emberiesség elleni bűncselekményekkel vádoltak.
1949 és 1950 között Rastattban francia katonai bíróság tárgyalta a láger személyzete elleni pereket. Az utolsó ravensbrücki perben a bíróság 1950. március 10-én halálra ítélte Fritz Suhren volt táborparancsnokot és Hans Pflaum munkaügyi vezetőt.
Egy másik, a koncentrációs táborral kapcsolatos perre 1966-ban került sor az NDK rostocki kerületi bírósága előtt.
1976-ban a majdaneki per következtében a figyelem ismét a volt koncentrációs táborra terelődött. A perben a Simon Wiesenthal által felkutatott SS-őr, Hermine Braunsteiner kapta a legnagyobb figyelmet.
2006 szeptemberében az USA kitoloncolta a ravensbrücki tábor egykori kutyás őrét, a 83 éves Elfriede Rinkelt, aki 1959 óta élt Kaliforniában és eltitkolta náci múltját.

## Emlékezete

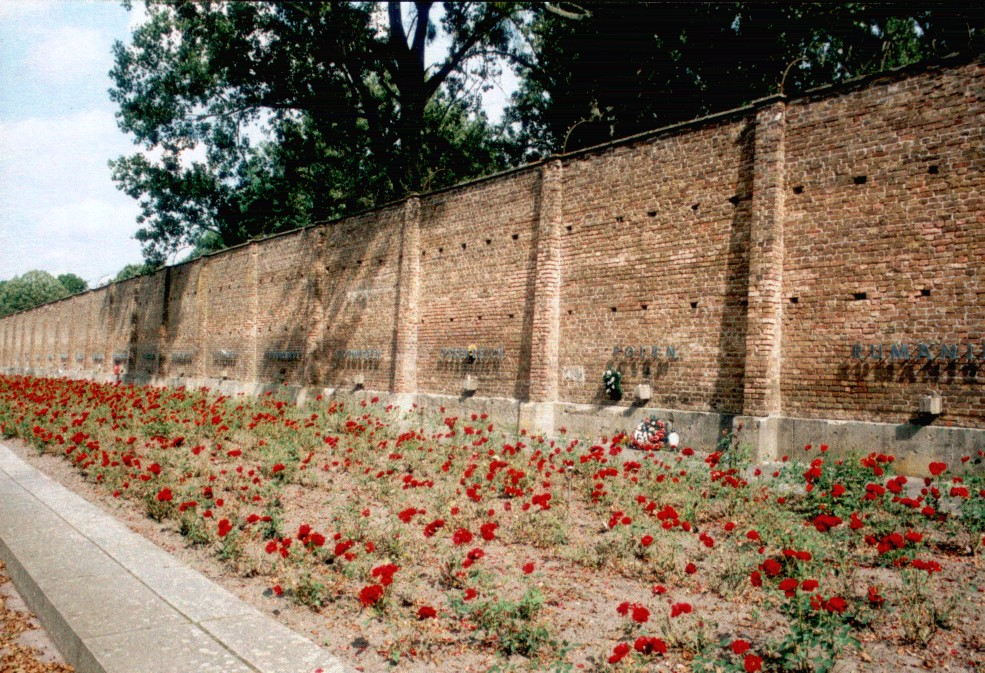
A nemzetek fala a ravensbrücki emlékhelyen

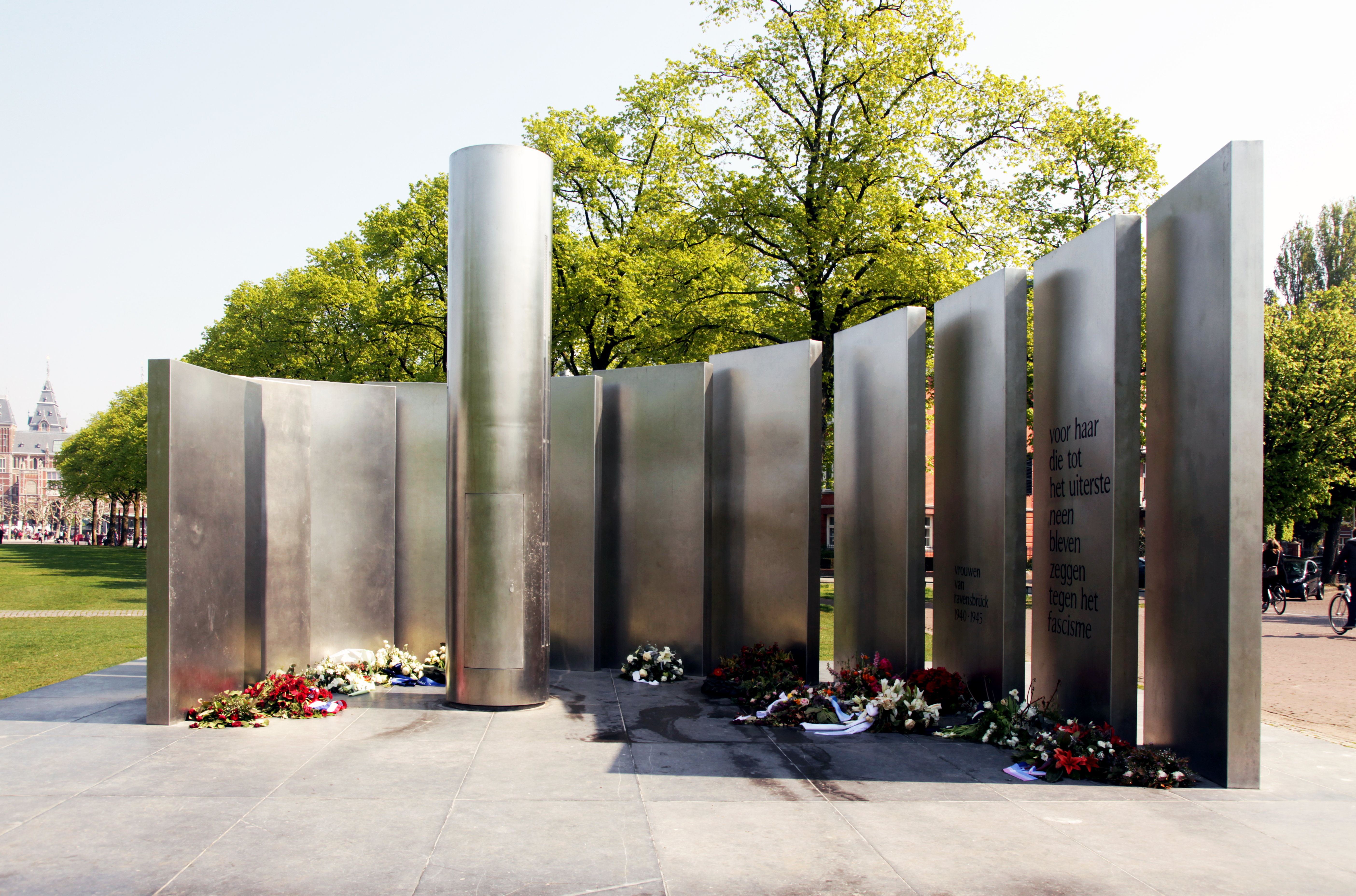
Az amszterdami Vrouwen van Ravensbrück

1959 Fürstenberg/Havel városában az egykori tábor mellett felavatták a Ravensbrück-emlékhelyet; ez volt az NDK három nemzeti emlékhelye közül a legkisebb. Ez 1993-ig elsősorban az antifasiszta ellenállóknak és a politikai okokból bebörtönzött nőknek állított emléket. Az úgynevezett Buchenwald-kollektíva építészei a táborfalon kívüli egykori tábori létesítmények egy részét, köztük a krematóriumot, az egykori tábori börtönt és a négy méter magas táborfal egy szakaszát is beemelték az emlékműbe. A nyugati táborfal előtti, 1959-ben kialakított tömegsírba temették a különböző sírokból exhumált maradványokat. Az emlékhelykomplexum középpontjában Will Lammert „Tragende” című bronzszobra áll.
A tábor tényleges területét – a történelmi falon belüli mintegy 30 hektárnyi részt, valamint a Siemens-táborral, az uckermarki fiatalkorú táborral, az SS-lakóteleppel és egyéb létesítményekkel, összesen mintegy 170 hektáron – 1945-től 1993-ig a szovjet hadsereg használta először repatriáló táborként, majd laktanyaként. Emiatt a tábor területe 1993-ig nem volt látogatható, még megemlékezések vagy kutatások céljából sem. 1993-ban a német újraegyesítés után létrehozott Brandenburgi Emlékhelyek Alapítvány vette át az emlékhelyet, valamint az egykori főtábort és az egykori táborkomplexum más részeit. Az addigi, politikailag egyoldalú és tudományosan tarthatatlan dokumentációs kiállítást bezárták, és helyére egy új kiállítás került. A táborhoz vezető bekötőúton egy szovjet SZU–100-as tank a ravensbrücki koncentrációs tábor felszabadítására emlékeztet.
1975-ben Amszterdamban felavatták a Vrouwen van Ravensbrück emlékművet a koncentrációs tábor áldozatainak emlékére.
A tábor lidicei túlélői 1958-ban 150 rózsabokrot ültettek a táborfalnál lévő tömegsír köré (Lidicében 1955-ben létesítettek rózskertet az ottani mészárlás áldozatainak emlékére).
 Ezzel az akciójukkal hagyományt teremtettek, a fogolyszervezetek a megemlékezések során rendszeresen újabb rózsabokrokat ültettek a sírhoz. 1973-ban Marcelle Dudach-Roset francia ellenálló és tábor egykori foglya kezdeményezte a Résurrection nevű ravensbrücki rózsa termesztését; a nemesítést Michel Kriloff (aki hadifogolyként maga is dolgozott a sangerhauseni Rosariumban) végezte.

## Fordítás
- Ez a szócikk részben vagy egészben  a   KZ Ravensbrück című német Wikipédia-szócikk ezen változatának fordításán alapul.  Az eredeti cikk szerkesztőit annak laptörténete sorolja fel. Ez a jelzés csupán a megfogalmazás eredetét és a szerzői jogokat jelzi, nem szolgál a cikkben szereplő információk forrásmegjelöléseként.